# West Coast
|  | Aquest article tracta sobre la regió neozelandesa. Vegeu-ne altres significats a «West Coast (desambiguació)». |

West Coast (en maori: Te Tai-poutini) és una de les setze regions de Nova Zelanda, localitzada a l'oest i nord-oest de l'illa del Sud. Amb una població de 32.900 habitants, és la regió menys poblada del país. Els pobles principals són Greymouth, Hokitika i Westport.
La regió fa frontera amb Tasman al nord-est, Canterbury a l'est i sud-est, Otago al sud-oest i Southland al sud-oest.

## Etimologia
El nom «West Coast» prové de l'anglès i simplement significa Costa Oest.

## Geografia

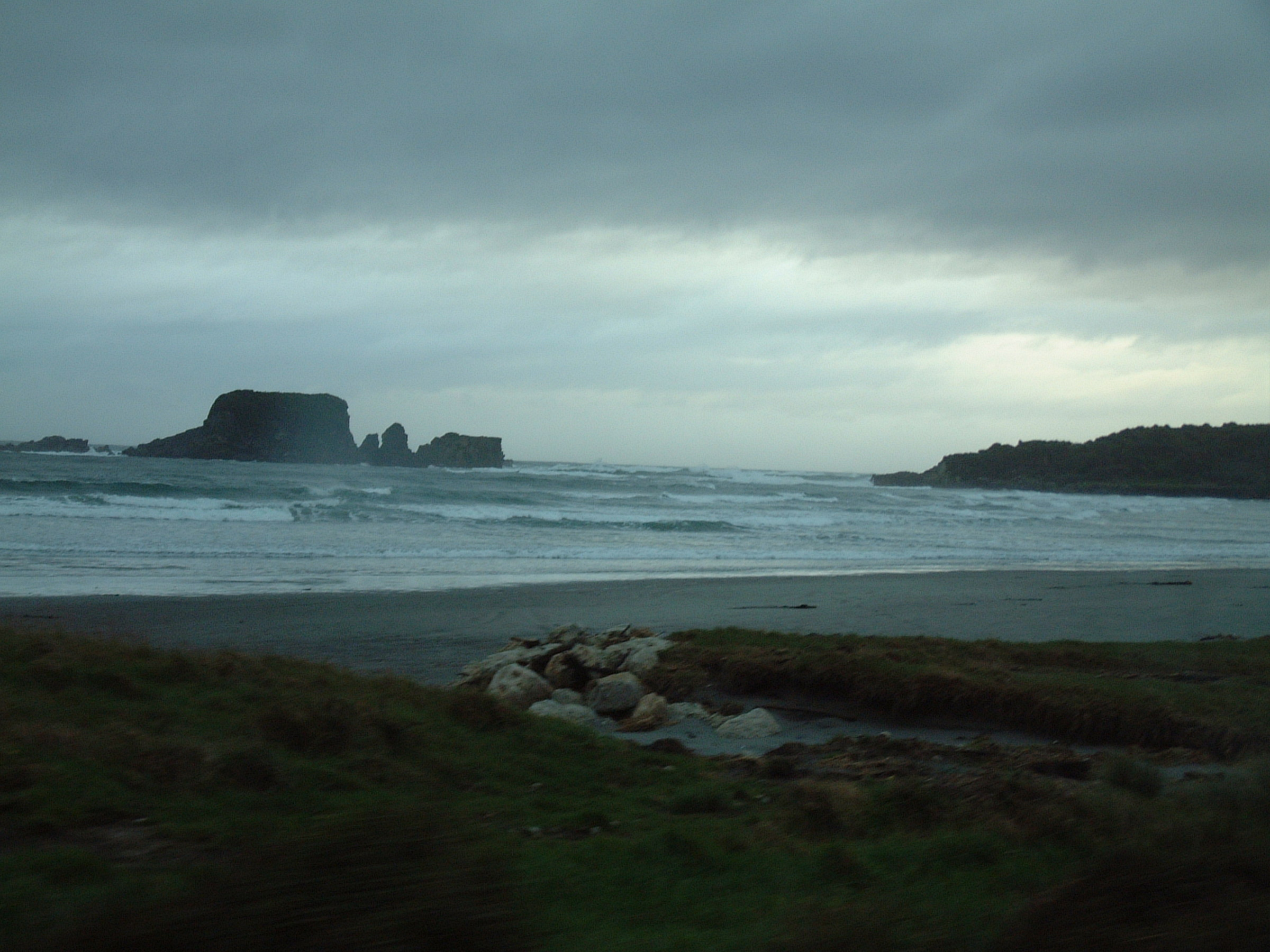
Vista del cap Foulwind

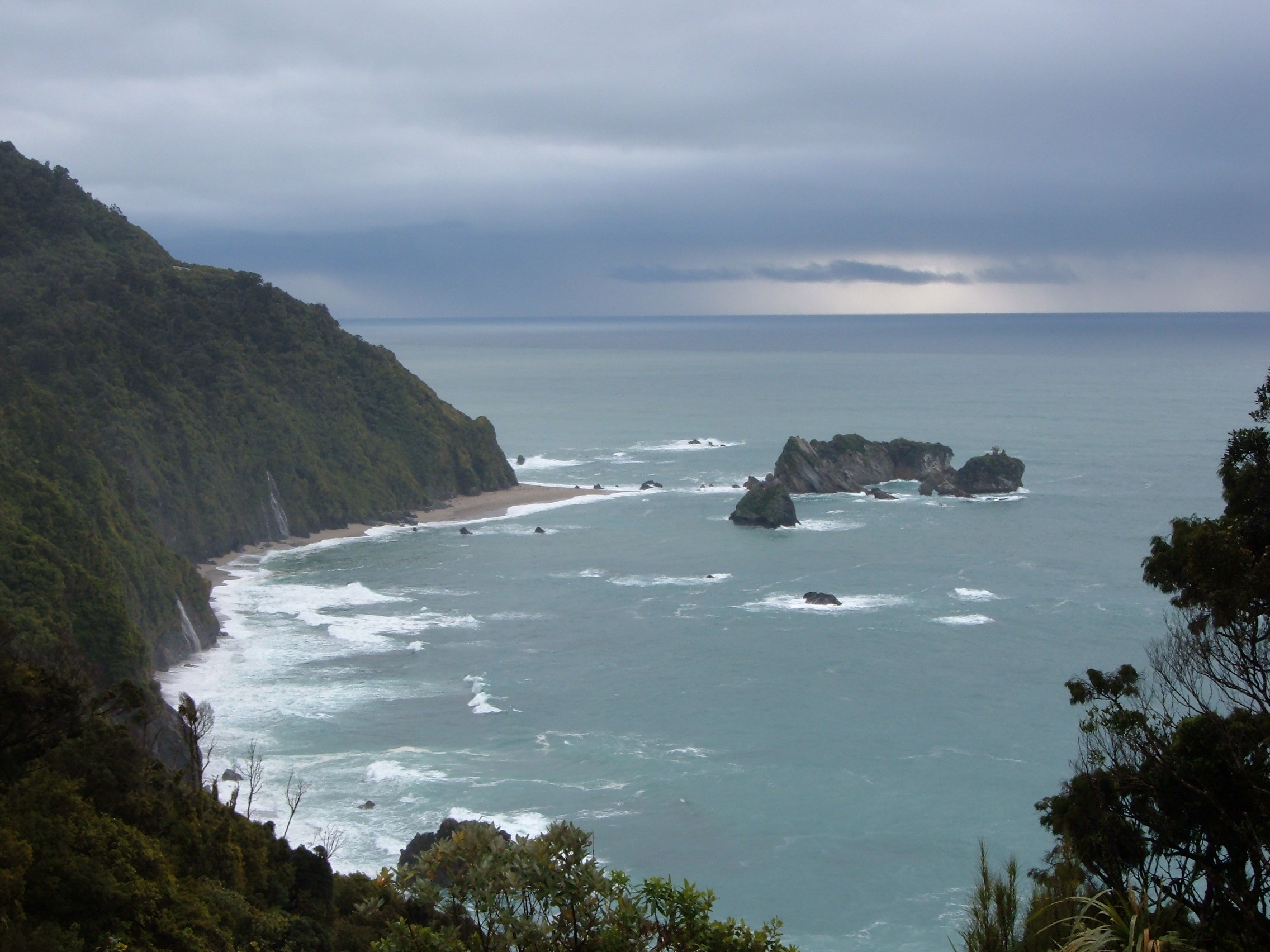
Vista des de Knight's Point

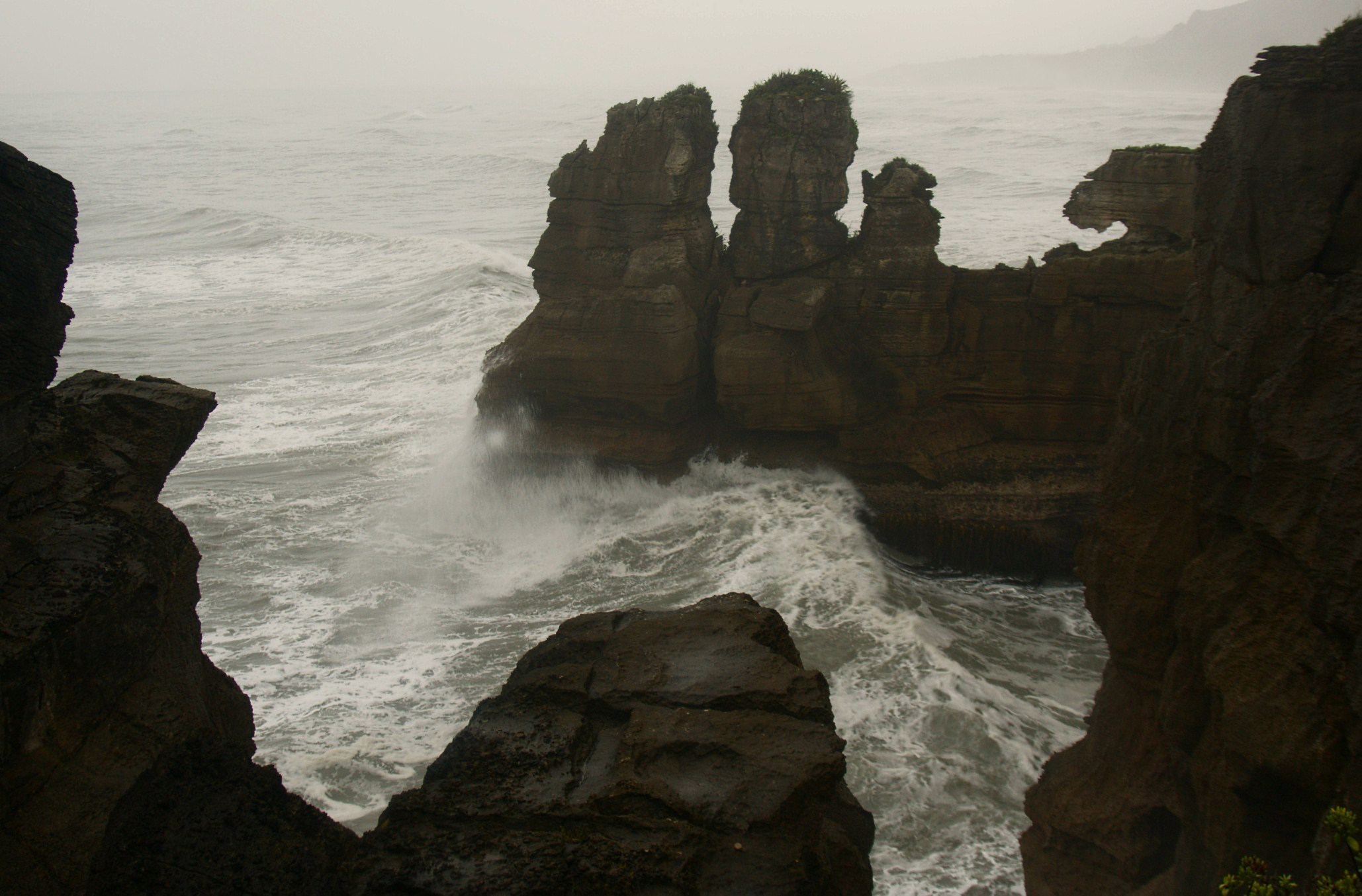
Pancake Rocks, prop de Punakaiki

West Coast s'estén des de Kahurangi Point al nord fins a Awarua Point al sud, una distància de 600 km. A l'oest es troba la mar de Tasmània (el qual com l'oceà Antàrtic té onades fortes), i a l'est es troben els Alps de Nova Zelanda o Alps del Sud. La terra és escabrosa generalment, tot i que hi ha planes costaneres en les quals la majoria de la població hi viu.
La terra és escènica, amb costes salvatges, muntanyes, i una gran proporció de naturalesa intacta i boscos. West Coast té selves pluvials arreu de la regió. Les planes són fèrtils però poc conreades per la gran quantitat de pluja. Parts escèniques de la regió inclouen Haast Pass, la glacera Fox, la glacera Franz Josef, Pancake Rocks a Punakaiki i el camí Heaphy o Heaphy Track.
La regió té gran quantitat de precipitació degut al vent que provèn del nord-oest i la localització dels Alps de Nova Zelanda —aquests dos elements permeten haver-hi intensa precipitació orogràfica. West Coast, en general, és la regió neozelandesa amb més pluja anual.

## Clima
| Paràmetres climàtics mitjans de Haast | Paràmetres climàtics mitjans de Haast | Paràmetres climàtics mitjans de Haast | Paràmetres climàtics mitjans de Haast | Paràmetres climàtics mitjans de Haast | Paràmetres climàtics mitjans de Haast | Paràmetres climàtics mitjans de Haast | Paràmetres climàtics mitjans de Haast | Paràmetres climàtics mitjans de Haast | Paràmetres climàtics mitjans de Haast | Paràmetres climàtics mitjans de Haast | Paràmetres climàtics mitjans de Haast | Paràmetres climàtics mitjans de Haast | Paràmetres climàtics mitjans de Haast |
| Mes                                   | Gen.                                  | Feb.                                  | Mar.                                  | Abr.                                  | Mai.                                  | Jun.                                  | Jul.                                  | Ago.                                  | Set.                                  | Oct.                                  | Nov.                                  | Des.                                  | Anual                                 |
| ------------------------------------- | ------------------------------------- | ------------------------------------- | ------------------------------------- | ------------------------------------- | ------------------------------------- | ------------------------------------- | ------------------------------------- | ------------------------------------- | ------------------------------------- | ------------------------------------- | ------------------------------------- | ------------------------------------- | ------------------------------------- |
| Temperatura diària màxima °C (°F)     | 19 (66,2)                             | 19 (66,2)                             | 18 (64,4)                             | 16 (60,8)                             | 14 (57,2)                             | 12 (53,6)                             | 12 (53,6)                             | 12 (53,6)                             | 14 (57,2)                             | 15 (59)                               | 16 (60,8)                             | 18 (64,4)                             | 15,4 (59,7)                           |
| Temperatura diària mínima °C (°F)     | 10 (50)                               | 11 (51,8)                             | 10 (50)                               | 8 (46,4)                              | 6 (42,8)                              | 3 (37,4)                              | 3 (37,4)                              | 4 (39,2)                              | 5 (41)                                | 7 (44,6)                              | 8 (46,4)                              | 10 (50)                               | 7,1 (44,8)                            |
| Precipitació total mm (polzades)      | 315 (12,4)                            | 290 (11,4)                            | 325 (12,8)                            | 351 (13,8)                            | 295 (11,6)                            | 231 (9,1)                             | 211 (8,3)                             | 318 (12,5)                            | 292 (11,5)                            | 358 (14,1)                            | 328 (12,9)                            | 325 (12,8)                            | 3.637 (143,2)                         |
| Font: Weatherbase                     |                                       |                                       |                                       |                                       |                                       |                                       |                                       |                                       |                                       |                                       |                                       |                                       |                                       |

| Paràmetres climàtics mitjans de Hokitika                   | Paràmetres climàtics mitjans de Hokitika | Paràmetres climàtics mitjans de Hokitika | Paràmetres climàtics mitjans de Hokitika | Paràmetres climàtics mitjans de Hokitika | Paràmetres climàtics mitjans de Hokitika | Paràmetres climàtics mitjans de Hokitika | Paràmetres climàtics mitjans de Hokitika | Paràmetres climàtics mitjans de Hokitika | Paràmetres climàtics mitjans de Hokitika | Paràmetres climàtics mitjans de Hokitika | Paràmetres climàtics mitjans de Hokitika | Paràmetres climàtics mitjans de Hokitika | Paràmetres climàtics mitjans de Hokitika |
| Mes                                                        | Gen.                                     | Feb.                                     | Mar.                                     | Abr.                                     | Mai.                                     | Jun.                                     | Jul.                                     | Ago.                                     | Set.                                     | Oct.                                     | Nov.                                     | Des.                                     | Anual                                    |
| ---------------------------------------------------------- | ---------------------------------------- | ---------------------------------------- | ---------------------------------------- | ---------------------------------------- | ---------------------------------------- | ---------------------------------------- | ---------------------------------------- | ---------------------------------------- | ---------------------------------------- | ---------------------------------------- | ---------------------------------------- | ---------------------------------------- | ---------------------------------------- |
| Temperatura diària màxima °C (°F)                          | 19,4 (66,9)                              | 20 (68)                                  | 18,7 (65,7)                              | 16,7 (62,1)                              | 14,2 (57,6)                              | 12,3 (54,1)                              | 12 (53,6)                                | 12,5 (54,5)                              | 13,9 (57)                                | 15,1 (59,2)                              | 16,6 (61,9)                              | 18,1 (64,6)                              | 15,8 (60,4)                              |
| Temperatura diària mínima °C (°F)                          | 11,7 (53,1)                              | 12 (53,6)                                | 10,6 (51,1)                              | 8,4 (47,1)                               | 5,9 (42,6)                               | 3,7 (38,7)                               | 2,9 (37,2)                               | 3,9 (39)                                 | 5,7 (42,3)                               | 7,4 (45,3)                               | 8,8 (47,8)                               | 10,6 (51,1)                              | 7,6 (45,7)                               |
| Precipitació total mm (polzades)                           | 250 (9,8)                                | 172 (6,8)                                | 217 (8,5)                                | 249 (9,8)                                | 245 (9,6)                                | 233 (9,2)                                | 232 (9,1)                                | 224 (8,8)                                | 250 (9,8)                                | 286 (11,3)                               | 240 (9,4)                                | 278 (10,9)                               | 2.875 (113,2)                            |
| Font: National Institute of Water and Atmospheric Research |                                          |                                          |                                          |                                          |                                          |                                          |                                          |                                          |                                          |                                          |                                          |                                          |                                          |

| Paràmetres climàtics mitjans de Westport                   | Paràmetres climàtics mitjans de Westport | Paràmetres climàtics mitjans de Westport | Paràmetres climàtics mitjans de Westport | Paràmetres climàtics mitjans de Westport | Paràmetres climàtics mitjans de Westport | Paràmetres climàtics mitjans de Westport | Paràmetres climàtics mitjans de Westport | Paràmetres climàtics mitjans de Westport | Paràmetres climàtics mitjans de Westport | Paràmetres climàtics mitjans de Westport | Paràmetres climàtics mitjans de Westport | Paràmetres climàtics mitjans de Westport | Paràmetres climàtics mitjans de Westport |
| Mes                                                        | Gen.                                     | Feb.                                     | Mar.                                     | Abr.                                     | Mai.                                     | Jun.                                     | Jul.                                     | Ago.                                     | Set.                                     | Oct.                                     | Nov.                                     | Des.                                     | Anual                                    |
| ---------------------------------------------------------- | ---------------------------------------- | ---------------------------------------- | ---------------------------------------- | ---------------------------------------- | ---------------------------------------- | ---------------------------------------- | ---------------------------------------- | ---------------------------------------- | ---------------------------------------- | ---------------------------------------- | ---------------------------------------- | ---------------------------------------- | ---------------------------------------- |
| Temperatura diària màxima °C (°F)                          | 20 (68)                                  | 20,4 (68,7)                              | 19,5 (67,1)                              | 17,2 (63)                                | 14,7 (58,5)                              | 13 (55,4)                                | 12,6 (54,7)                              | 13,2 (55,8)                              | 14,3 (57,7)                              | 15,3 (59,5)                              | 16,9 (62,4)                              | 18,6 (65,5)                              | 16,3 (61,3)                              |
| Temperatura diària mínima °C (°F)                          | 12,4 (54,3)                              | 12,7 (54,9)                              | 12 (53,6)                                | 9,8 (49,6)                               | 7,3 (45,1)                               | 5,3 (41,5)                               | 4,6 (40,3)                               | 5,5 (41,9)                               | 7 (44,6)                                 | 8,3 (46,9)                               | 10 (50)                                  | 11,5 (52,7)                              | 8,8 (47,8)                               |
| Precipitació total mm (polzades)                           | 189 (7,4)                                | 133 (5,2)                                | 171 (6,7)                                | 192 (7,6)                                | 209 (8,2)                                | 199 (7,8)                                | 187 (7,4)                                | 187 (7,4)                                | 201 (7,9)                                | 198 (7,8)                                | 183 (7,2)                                | 215 (8,5)                                | 2.274 (89,5)                             |
| Font: National Institute of Water and Atmospheric Research |                                          |                                          |                                          |                                          |                                          |                                          |                                          |                                          |                                          |                                          |                                          |                                          |                                          |

## Districtes
West Coast se subdivideix en tres districtes.
| Districte             | Localització          | Capital   | Població | Àrea       | Densitat |
| --------------------- | --------------------- | --------- | -------- | ---------- | -------- |
| Districte de Buller   | Districte de Buller   | Westport  | 10.150   | 7.950 km²  | 1,3/km²  |
| Districte de Grey     | Districte de Grey     | Greymouth | 13.850   | 3.516 km²  | 3,9/km²  |
| Districte de Westland | Districte de Westland | Hokitika  | 8.900    | 11.870 km² | 0,8/km²  |

## Demografia
| Evolució demogràfica de West Coast | Evolució demogràfica de West Coast | Evolució demogràfica de West Coast |
| Any                                | Població                           | Creixement                         |
| ---------------------------------- | ---------------------------------- | ---------------------------------- |
| 1991                               | 31.563                             |                                    |
| 1996                               | 32.511                             | +3,0%                              |
| 2001                               | 30.303                             | -7,2%                              |
| 2006                               | 31.326                             | +3,4%                              |

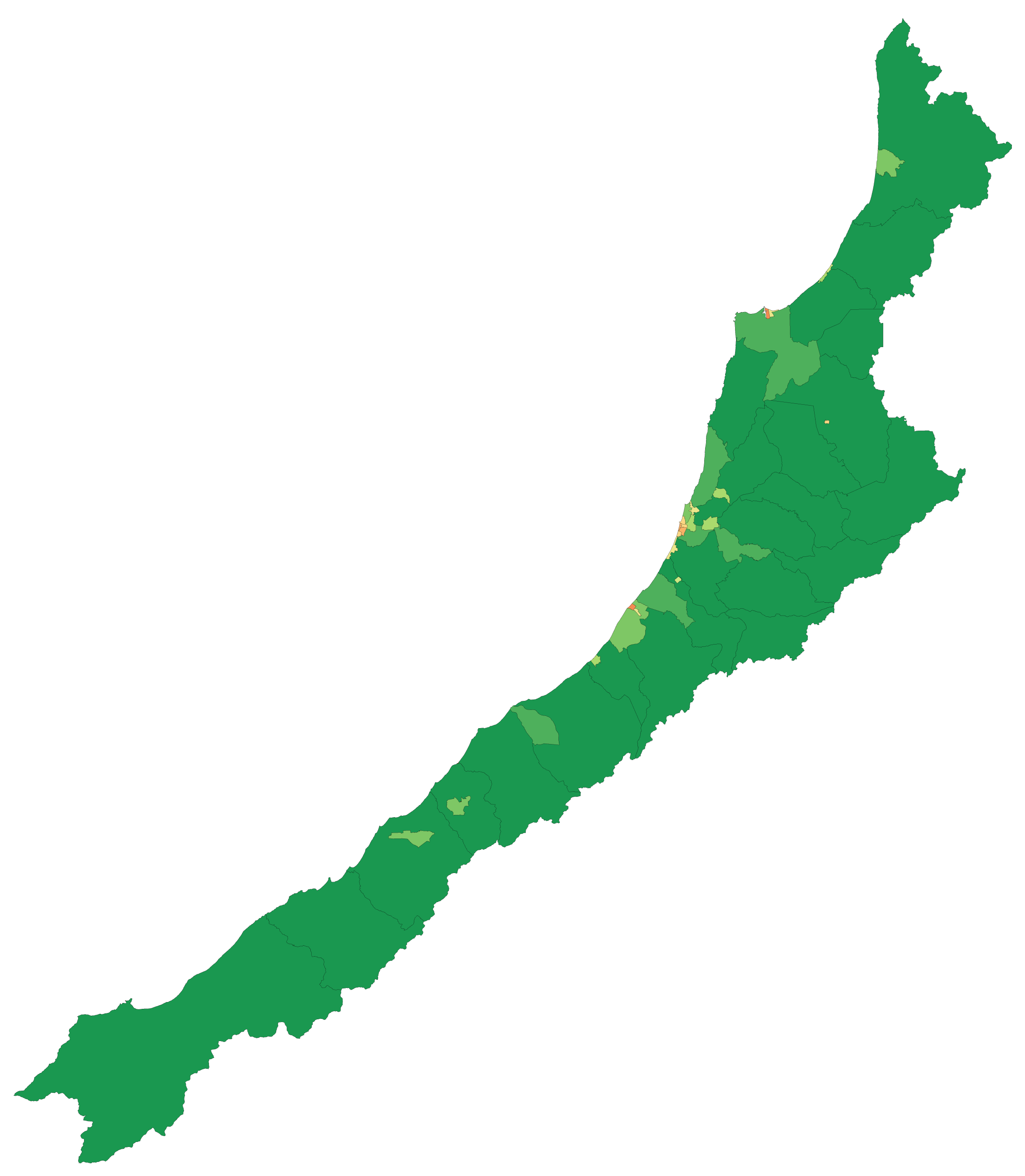
Densitat de població a West Coast segons el cens de 2006

Segons el cens de 2006 West Coast tenia 32.326 habitants, un augment de 1.026 habitants (3,4%) des del cens de 2001. Hi havia 13.020 llars habitades, 2.313 llars no habitades i 144 llars en construcció.
De la població de West Coast, 15.912 (50,8%) eren homes i 15.417 (49,2%) eren dones. La regió tenia una edat mediana de 40,2 anys, 4,2 anys més que la mediana nacional de 35,9 anys. Les persones majors de 64 anys formaven el 13,8% de la població, comparat amb el 12,3% nacionalment; les persones menors de 15 anys formaven el 20,4% de la població, comparat amb el 21,5% nacionalment.
L'etnologia de West Coast era (amb figures nacionals en parèntesis): 79,6% europeus (67,6%); 9,7% maoris (14,6%); 1,3% asiàtics (9,2%); 1,0% illencs pacífics (6,9%); 0,2% de l'Orient Pròxim, Llatinoamèrica o Àfrica (0,9%) i 16,7% d'altres ètnies (11,1%).
West Coast tenia un atur de 3,2% per persones majors de 14 anys, menys que la figura nacional de 5,1%. El sou anual mitjà de persones majors de 14 anys era (en dòlars neozelandesos) de 20.400$, comparat amb 24.400$ nacionalment. D'aquestes, un 49,4% tenien un sou anual de menys de 20.001$, comparat amb un 43,2% nacionalment; mentres que un 12,8% tenien un sou anual d'igual o de més de 50.000$, comparat amb un 18,0% nacionalment.

## Política

### Política regional
El consell regional de West Coast va ser format com a part de reformes neozelandeses de governs locals i regionals el novembre de 1989. La seu del consell regional va ser establerta a Greymouth. L'actual president del consell regional és Ross Scarlett.
El consell regional de West Coast està format per 7 consellers de 3 circumscripcions.
| Circumscripció | Conseller        | Partit      |
| -------------- | ---------------- | ----------- |
| Buller         | Terry Archer     | Independent |
| Buller         | Ross Scarlett    | Independent |
| Grey           | Allan Birchfield | Independent |
| Grey           | Ian Cummings     | Independent |
| Grey           | Andrew Robb      | Independent |
| Westland       | Bryan Chinn      | Independent |
| Westland       | Duncan Davidson  | Independent |

### Política nacional
Nacionalment, West Coast es localitza a la circumscripció electoral general de West Coast-Tasman i a la circumscripció electoral maori de Te Tai Tonga de la Cambra de Representants de Nova Zelanda.
West Coast-Tasman es considera una circumscripció electoral de centreesquerra. Des de les eleccions de 1996 ha guanyat sempre el Partit Laborista, a part de les eleccions de 2008 en què guanyà el Partit Nacional. Des de les eleccions de 2011 ha guanyat sempre Damien O'Connor. En les eleccions de 2011 O'Connor guanyà amb el 47,51% del vot de la circumscripció. En segon lloc quedà Chris Auchinvole del Partit Nacional amb el 39,85% del vot.
Te Tai Tonga també es considera una circumscripció electoral de centreesquerra. Des de les eleccions de 1999 ha guanyat sempre el Partit Laborista, a part de les eleccions del 2008 en què guanyà el Partit Maori. Des de les eleccions de 2011 ha guanyat sempre Rino Tirikatene. En les eleccions de 2011 Tirikatene guanyà amb el 40,62% del vot de la circumscripció. En segon lloc quedà Rahui Katene del Partit Maori amb el 31,79% del vot.

## Esport
West Coast té dos equips de rugbi a 15 professionals: West Coast i Buller. Els dos equips participen en la Heartland Championship, la segona divisió de rugbi a 15 de Nova Zelanda. A més, juntament amb Canterbury, Tasman, Mid Canterbury i South Canterbury, West Coast i Buller formen part de la franquícia de rugbi Crusaders. Els Crusaders participen en el Super Rugby i l'han guanyat en set ocasions.

## Educació
Greymouth té una politècnica, la Politècnica Tai Poutini. Té aproximadament uns 3.000 estudiants.